# Politique étrangère de l'Algérie
La politique étrangère de l'Algérie désigne l’ensemble des relations internationales de la République algérienne démocratique et populaire depuis son indépendance proclamée le 5 juillet 1962.

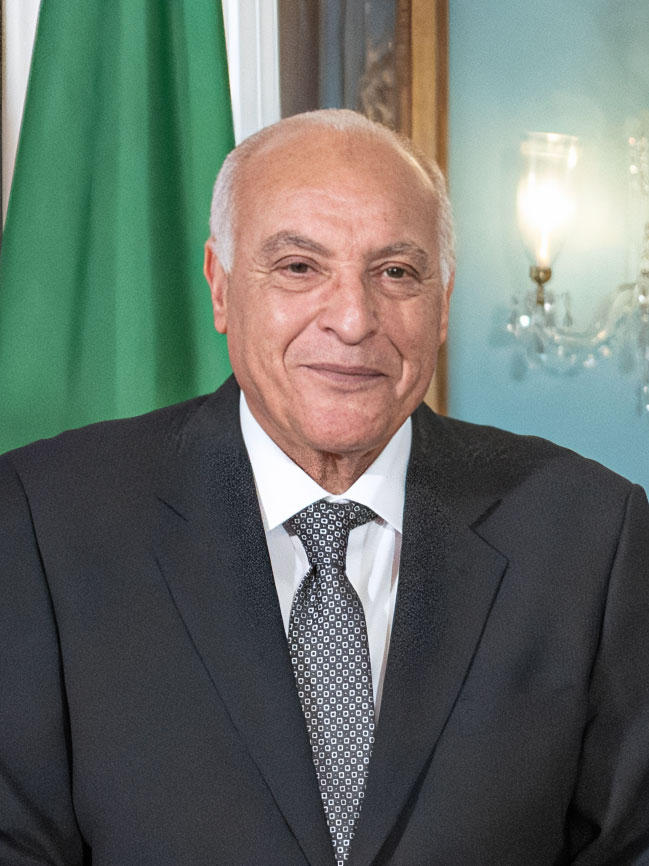
Ahmed Attaf, chef de la diplomatie algérienne depuis le 16 mars 2023.

Sabri Boukadoum a assuré le poste de ministre des Affaires étrangères du 2 avril 2019 au 7 juillet 2021, en remplaçant Ramtane Lamamra, qui a occupé ce poste du 13 mars jusqu'au 2 avril 2019. Puis il a eu le retour à nouveau de Ramtane Lamamra à la tête du ministère des Affaires étrangères. Il a été remplacé par Ahmed Attaf, le 16 mars 2023.

## Chronologie des relations
L'Algérie, plus grand exportateur de gaz de l'Afrique, cherche à rejoindre le groupe des BRICS (qui comprend le Brésil, la Russie, l'Inde, la Chine, et l'Afrique du Sud). et se présente comme un ensemble pouvant faire contrepoids aux puissances économiques occidentales dominantes. Cette adhésion lui est toutefois refusée en août 2023, l'économie algérienne étant considérée comme pas assez diversifiée et trop dépendante des hydrocarbures. En octobre 2024, le président algérien Abdelmadjid Tebboune annonce renoncer officiellement à candidater de nouveau.
Les années 2020 faisant suite à la fin de la longue présidence d'Abdelaziz Bouteflika (de 1999 à 2019), sont marquées par un refroidissement des relations diplomatiques de l'Algérie avec plusieurs voisins arabes et africains comme le Maroc, la Libye, la Mali, ou encore les Émirats arabes unis.
En avril 2025, le Mali, le Niger et le Burkina rappellent leurs ambassadeurs en Algérie, qui en réponse rappelle réciproquement ses ambassadeurs dans ces trois états africains. Ces dernier ont accusé l'armée algérienne d'avoir abattu fin mars un drone de l'armée malienne au dessus du Mali, à 9,5 kilomètres au sud de la frontière avec l'Algérie.

## Relations avec les pays africains

### Relations avec les pays frontaliers

#### Relations avec la Libye

##### Époque du royaume de Libye
L'Algérie sous colonisation française au cours des XIXe et XXe siècles, la Libye voisine, quant à elle, dans un cas très similaire, puisque cette dernière passe de la tutelle coloniale italienne à britannique puis la Libye sous colonisation française, au cours du XIXe siècle le célèbre savant algérien Mohammed bin Ali Al-Sanoussi décide de quitter son pays l'Algérie lors de l'intervention française en Algérie pour s'installer en 1840 en Arabie à La Mecque où il fonda la Tariqa al-Sanussiya puis la Dynastie Senussi avec à sa tête le petit-fils de Mohammed bin Ali Al-Sanoussi, Idriss Ier qui proclame l'indépendance de l'Émirat de Cyrénaïque en (1922) puis en (1951) l'indépendance du royaume Sanussi de Libye.
Pendant la guerre d'Algérie, ville de libyenne de Ghât, située à une dizaine de kilomètres de la frontière et fonctionnant en interaction avec sa jumelle algérienne Djanet, est une base arrière de la lutte contre la colonisation française. La zaouia Tidjani, située quasiment sur la frontière, est l'une des bases du FLN, abritant armes, combattants et réunions.

##### Mouammar Kadhafi et la révolution libyenne

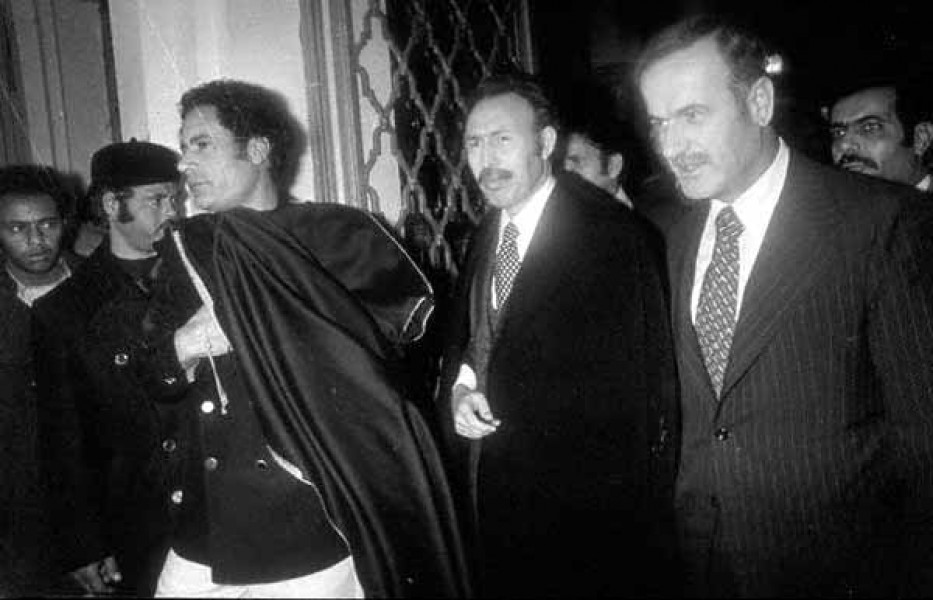
Les Présidents Houari Boumédiène, Moammar Gaddafi et Hafez el-Assad à Tripoli en 1977.

Au cours de la Guerre civile libyenne, le Conseil national de transition (CNT) de Libye accuse l'Algérie de soutenir Kadhafi en lui permettant de faire circuler du matériel militaire et des combattants étrangers à travers le territoire algérien,.
Le 8 mai, Sadek Bouguetaya, un leader parlementaire et membre du comité central du FLN gouvernant, a exprimé le soutien inconditionnel de l'Algérie à Kadhafi, tout en abordant la rencontre de Khadafi avec des tribus libyennes à Tripoli. Plus tard, il a expliqué lors d'une interview pour le journal algérien Echourouk, que sa visite en Libye a été à des fins humanitaires et qu'il a été chargé de cette mission par Abdelaziz Belkhadem, le secrétaire général du FLN et Ministre.

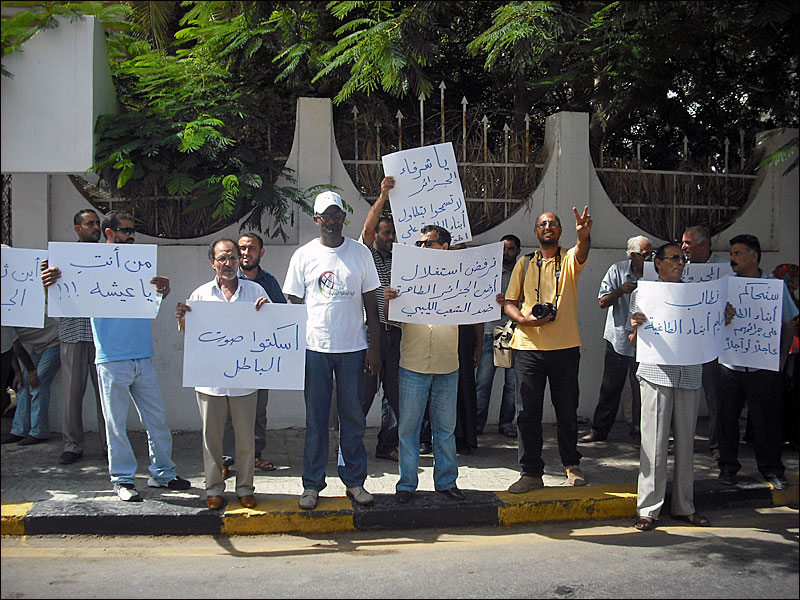
Manifestation en Libye pour réclamer la famille du Kadhafi.

Au début de juin 2011, le CNT a commencé à assouplir sa rhétorique. Ghoga, le vice-président du CNT, a accepté une interview avec le quotidien algérien Echourouk, dans laquelle il dit que

« Les peuples algériens et libyens sont frères. Nous sommes sûrs que nos relations seront plus forte dans les jours à venir. Nous ne voulons pas nous engager dans des conflits avec d'autres pays, surtout avec un pays frère comme l'Algérie. Nous avons également le souhait de voir l'Algérie étendre son soutien à la CNT très prochainement »

Malgré les efforts de Ghoga pour réparer les relations avec l'Algérie, deux mois et demi plus tard, les combattants de l'opposition ont pris d'assaut l'ambassade d'Algérie à Tripoli au cours de l'Opération aube de la sirène, pillant et vandalisant le bâtiment. Il était difficile de savoir si les vandales avaient pour ordre de cibler l'ambassade. Le ministre des Affaires étrangères algérien Mourad Medelci s'est plaint au secrétaire général de l'ONU Ban Ki-moon à propos de l'incident. Le 24 août, le ministère des Affaires étrangères algérien a de nouveau nié les allégations disant qu'Alger avait offert son soutien à Kadhafi pendant la guerre et a exigé que le CNT revienne sur ses accusations comme une condition pour que le gouvernement algérien reconnaisse le conseil.
Toutefois, lorsqu'il est apparu que l'Algérie a prétendument mis à l'abri Kadhafi après qu'il a fui à la suite de la prise de contrôle de Tripoli par le CNT, le CNT a pris un ton beaucoup plus sévère. Le 29 août, il a déclaré que la mise à l'abri de Khadafi ou des membres de sa famille par l'Algérie serait considérée comme un "acte d'agression". En réponse, les forces de sécurité libyennes ferment la frontière avec l'Algérie pour empêcher plus de passage illicite.

##### Dans la Libye post-Kadhafi
À cause de son soutien jusqu’au bout à Mouammar Kadhafi, par peur d’une contagion des printemps arabes, l’Algérie finit par perdre son influence, en Libye, même au Fezzan région frontalière qui faisaient traditionnellement partie de son aire d’influence. Celle-ci ne joue quasiment aucun rôle dans la médiation et les accords de réconciliations entre les belligérants en conflit lors de la deuxième guerre libyenne, surpassée par le Maroc, la Tunisie, le Qatar ou les Émirats arabes uni.
En 2017, l’Algérie annonce en grande pompe la visite de son ministre des affaires étrangères Abdelkader Messahel dans le sud de la Libye, mais celle-ci tourne court ; après une escale à Ghât, il s’envole pour Tripoli en ignorant les autres villes du Fezzan et notamment sa capitale, Sebha, alimentant la certitude d’un affaiblissement de l'influence algérienne, illustrée par ce qui a été interprété comme une fuite.
Après son investiture en mars 2021, Abdel Hamid Dbeibah entame une tournée diplomatique dans plusieurs capitales africaines, mais attend deux mois et demi avant de se rendre le 29 mai à Alger, comme simple étape d’un périple sur le chemin de l’Europe. Toutefois, en avril 2021, deux ministres algériens, Sabri Boukadoum, des Affaires étrangères et Kamel Beldjoud de l'Intérieur se rendent à Tripoli à la tête d'une délégation de haut niveau, dans le cadre de la promotion des relations bilatérales et du soutien des parties libyennes face aux défis actuels.
En juillet 2021, le président algérien Abdelmadjid Tebboune reçoit son homologue libyen, Mohammed el-Menfi (Président du Conseil présidentiel de Libye) à Alger, et lui assure du « soutien absolu » de l'Algérie à la Libye.

#### Relations avec le Maroc
Durant la guerre d'Algérie qui dure de 1954 à 1962, les relations entre les deux pays sont positives. Lorsque le Maroc déclare son indépendance en 1956, Mohammed V expédie armes, argent et médicaments au Front de libération nationale, et devient même une base arrière pour des combattants algériens qui bénéficient de camps d'entraînement. Lors de l'arrestation par la France du futur président algérien Ahmed Ben Bella avec d'autres combattants du FLN, Mohammed V décide de suspendre ses relations avec la France jusqu'à ce que ces prisonniers soient libérés, alors qu'ils ne sont relâchés qu'à la fin de la guerre. En avril 1958, le Maroc reçoit des responsables politiques tunisiens et algériens à la conférence de Tanger pour l’unification du Maghreb, lors de laquelle le parti marocain Istiqlal et le Néo-Destour tunisien s’engagent à renforcer leur soutien au FLN.
Après l'Indépendance de l'Algérie obtenue le 5 juillet 1962., l'homme politique marocain Allal El Fassi, chef de file du Parti de l'Istiqlal, et le jeune roi Hassan II contestent les frontières définies par la France et déclenchent les hostilités en octobre 1963, essayant de mettre la main sur la région de Béchar. La guerre des sables dure environ trois semaines et cesse le 2 novembre à la suite d'une médiation du président malien Modibo Keïta, qui Hassan II et Ahmed Ben Bella à Bamako.
Les années suivantes, dans un contexte de guerre froide, l'Algérie se rapproche des pays communistes et de l'Union soviétique, son principal fournisseur d'armes, tandis que le Maroc se tourne davantage vers les États-Unis.
Mais la plus forte divergence entre les deux États maghrébins concerne la question du Sahara occidental, colonie espagnole jusqu'en 1975 et terre riche en phosphates. Le Maroc exploite la région économiquement et favorise une immigration depuis le nord du pays. L'Algérie, de son côté, soutient la rébellion du Front Polisario et accueille chez elle des réfugiés sahraouis et proclame que l'ancien protectorat espagnol est la « dernière colonie » d'Afrique.
Ces tensions dégénèrent en violents affrontements en début d'année 1976 entre les troupes marocaines et algériennes à Amgalla (Sahara occidental), et entraîne une rupture des relations diplomatiques entre l'Algérie et le Maroc le même année. Celles-ci sont rétablies en mai 1986, à la suite de l'acceptation par le Maroc d'un plan des Nations unies prévoyant un cessez-le-feu et la tenue d’un référendum d’autodétermination au Sahara occidental.
La frontière de 1 600 km qui sépare Algérie et Maroc est fermée depuis 1994, à la suite de l'attentat contre l'hôtel Asni à Marrakech ayant impliqué trois jeunes algériens, le ministre marocain de l'Intérieur Driss Basri accusant les services secret algériens de l'avoir organisé. La décision de fermer la frontière entre ces deux États a été prise par l'Algérie, en représailles de la décision de Rabat d'imposer un visa aux voyageurs algériens. Le Maroc est revenu sur cette décision en 2004, suivie par la décision d'Agler de lever à son tour l'imposition d'un visa pour entre en Algérie depuis le Maroc.
Le Président algérien élu en 1999 Abdelaziz Bouteflika tente de rompre cette spirale de tensions et de ruptures en se rendant aux obsèques de Hassan II, évoque les avantages d’un Maghreb débarrassé de ses vieux conflits pour aller de l’avant dans le développement de la région. Mais celui-ci, soutenu par l’armée algérienne, ne peut ignorer les principes fondamentaux mis en place par les militaires et doit constamment ménager la chèvre et le chou, en réaffirmant régulièrement le soutien algérien à l’autodétermination du Sahara occidental.
En avril 2015, la Société Nationale des Transports Ferroviaires algérienne annonce en la construction d'une ligne de train à grande vitesse de plus de 1 200 km pour relier l'Algérie, la Tunisie et le Maroc.
En décembre 2019, à la suite de l'élection d'Abdelmadjid Tebboune à la présidence de l'Algérie, le roi Mohammed VI lui exprime ses sincères félicitations, et faire part de son souhait d’ouvrir une nouvelle page dans les relations entre les deux États.
En décembre 2020, la reconnaissance par les États-Unis de la souveraineté du Maroc sur le Sahara provoque une nouvelle crise diplomatique entre Rabat et Alger, qui condamne une « violation du droit international ». En janvier 2021, l’armée algérienne, procède à d’importantes manœuvres aéroterrestres à Tindouf (sud), province frontalière du Sahara occidental et du Maroc.
En juillet 2021, Alger annonce rappeler son ambassadeur à Rabat, en raison de cette nouvelle crise diplomatique entre les deux pays maghrébins sur le Sahara occidental, alors qu'en réaction à ce soutien algérien au Front Polisario, l'ambassadeur du Maroc à l'ONU, Omar Hilale affiche son soutien à l'autodétermination du peuple kabyle (région berbérophone du nord-est de l'Algérie) . La semaine suivante, le roi Mohamed VI tente de calmer le jeu, déplore ces tensions, et invite le président algérien Abdelmadjid Tebboune à « faire prévaloir la sagesse et œuvrer à l'unisson au développement des rapports » entre les deux pays.
Le mois suivant, le ministre algérien des Affaires étrangères, Ramtane Lamamra, annonce la rupture des relations diplomatiques avec le Maroc voisin, en raison « d'actions hostiles » du royaume à l'égard de l'Algérie. La semaine précédant cette déclaration, le Haut Conseil de Sécurité, présidé par le président de la République, Abdelmadjid Tebboune, avait décidé de revoir les relations avec le Maroc, accusé d'être impliqué dans les incendies meurtriers qui ont ravagé le nord du pays et fait 90 morts. Le ministère marocain des Affaires étrangères dénonce en réaction une décision « unilatérale et injustifiée, mais attendue », et « les prétextes fallacieux, voire absurdes, qui la sous-tendent ».
En octobre 2021, le président algérien Abdelmajid Tebboune ordonne la fin du contrat gazier qui passait par le gazoduc via le Maroc pour relier l’Algérie à l’Espagne, sur lequel le Maroc touchait des droits de transit (entre 50 et 200 millions d’euros/an) et il achetait du gaz algérien destiné à une centrale électrique de l’Oriental.
Un an plus tard, le président algérien invite toutefois le roi du Maroc Mohammed VI à assister au sommet de la Ligue arabe prévu début novembre 2022 à Alger, malgré un climat de tension persistant et l'absence de lien diplomatique entre les deux pays.

#### Relations avec le Niger
L'Algérie partage au sud-est une frontière avec le Niger de 951 km. En 2021, après plusieurs années de relations bilatérales en « dents de scie », l'élection de Mohamed Bazoum à la tête du Niger est un facteur de rapprochement entre les deux pays. L'année suivante, les ministres de l'énergie algérien, nigérian et nigérien signent un mémorandum d’entente sur le projet de gazoduc transsaharien (TSGP) permettant d’acheminer du gaz nigérian vers l’Europe. En août 2023, le gouvernement algérien condamne le coup d'État militaire ayant renversé le président nigérien Mohamed Bazoum, mais affirme son opposition à une intervention armée de la Cedeao pour le rétablir au pouvoir.

### Relations avec les autres pays africains

#### Relations avec l'Égypte
L'Algérie et l'Égypte ont des relations bilatérale historiquement fortes et amicales, remontant à l'appui apporté par Nasser au Front de libération nationale algérien pendant la guerre d'Algérie entre 1954 et 1962. Àla suite de cette guerre l'Algérie obtient son indépendance de la France quelques années après la crise du canal de Suez, qui avait également marqué l'émancipation de l'Égypte des influences occidentales.
Les années suivantes l'indépendance, le premier président Ahmed Ben Bella noue des relations fortes avec Gamal Abdel Nasser, tous deux amis de longue date étant fervent défenseur du panarabisme.

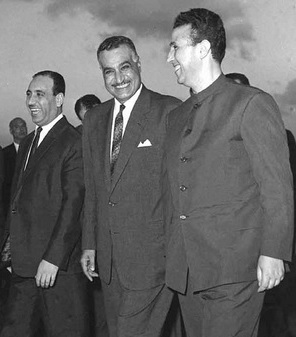
Le Président égyptien Gamal Abdel Nasser recevant le Président Algérien Ahmed Ben Bella pour le sommet de la Ligue Arabe à Alexandrie, en 1964.

Ahmed Ben Bella est néanmoins renversé après trois ans passés au pouvoir lors du coup d'État de 1965 mené par son vice-président Houari Boumediene qui prend le pouvoir. Cet événement provoque une détérioration de quelques mois des relations entre l’Algérie et l'Égypte, mais celles-ci reprennent lorsque Conseil de la révolution en Algérie confirme que la politique socialistes et tiers-mondistes menée par Ahmed Ben Bella.
En 1966, les deux chefs d'État se rencontrent au Caire pour promouvoir leur coopération économique, tandis que Houari Boumediene assure Gamal Abdel Nasser du soutien de l'Algérie en cas de guerre avec Israël.
L'Algérie joue effectivement un important rôle de combat à la fois dans les guerres israélo-arabes de 1967 et de 1973 en envoyant des armes, financements et d’importants renforts à l'armée égyptienne. Le chef d'état-major égyptien Saad El Shazly se rend en Algérie en février 1972, et rencontre le président Houari Boumédiène pour organiser la participation algérienne à l'offensive arabe lors de la guerre du Kippour. Celui-ci lui déclare : « Lorsque la guerre éclatera, nous enverrons chaque soldat que nous pourrons afin de combattre aux côtés de nos frères égyptiens. ». Ceux-ci participent aux combats mais sans avoir d'impact sur le cours de la guerre, qui prend fin rapidement sous pression des Nations unies, de l'Union soviétique et des États-Unis.
Néanmoins, les relations entre les deux États se détériorent fortement les années suivantes, à la suite des traités de paix signés entre l'Égypte et Israël, provoquant l’expulsion de l'Égypte de la Ligue arabe. La rupture dure plus d'une décennie, et ce n'est qu'en 1988 que leurs relations diplomatiques bilatérales reprennent.
En 2014, c'est en Algérie qu'Abdel Fattah el-Sissi effectue sa première visite à l'étranger à la suite de son élection à la présidence égyptienne, où il rencontre le président algérien Abdelaziz Bouteflika, réélu pour un quatrième mandat quelques mois plus tôt. Les deux chefs d'État font part de leurs préoccupations convergentes quant à la situation sécuritaire de la région, marquée par la guerre civile en Libye, située entre l'Algérie et l'Égypte.

## Relations avec l'Asie

### Relations avec les pays du Moyen-Orient

#### Relations avec la Turquie
La Turquie a voté contre l’indépendance de l’Algérie lors de l’Assemblée générale des Nations unies en 1955, ce qui s’explique par son alignement sur une politique étrangère pro-occidentale après la Seconde Guerre mondiale. Cependant, lors des votes suivants en 1957, 1958 et 1959, la Turquie a préféré s’abstenir. Cette position a été influencée par ses alliances internationales et son orientation politique à l’époque.
Cependant les relations ont nettement été plus favorables avec l’accession au pouvoir de l’AKP, le parti de Recep Tayyip Erdoğan, même si la Turquie reconnaît la souveraineté marocaine sur le Sahara occidental.

#### Relations avec le Sultanat d'Oman
L'Algérie et le Sultanat d'Oman, sont liés par des relations profondes, basées sur la coopération bilatérale dans les différents secteurs intéressant les deux pays et un partenariat stratégique axé sur la coordination et la concertation permanente sur toutes les questions, notamment les questions arabes, régionales et internationales. Les relations algéro-omanaises sont marquées par des visites mutuelles et des rencontres entre les différents responsables des différentes institutions et secteurs des deux pays afin de renforcer les liens et les partenariats entre les deux pays, notamment dans les domaines de l’énergie, de l'industrie pharmaceutique, des ressources minières, de l'agriculture saharienne, du commerce, des investissements et de la diplomatie régionale,.
Les relations diplomatiques bilatérales ont été établies en 1973 et la même année, le sultan Qabus ibn Saïd s’est rendu en Algérie. Sur le plan économique, l’année 1991 a vu la création du comité mixte omanais-algérien, qui constitue un cadre de concertation et de coopération régulière à travers des réunions tenues périodiquement, alternativement à Mascate et à Alger. Le 28 octobre 2024, le président algérien Abdelmadjid Tebboune a entamé une visite d’Etat au Sultanat d’Oman qualifiée «d’historique» visant à consolider la convergence de vues sur l'ensemble des questions régionales et internationales, et de renforcer les liens de coopération bilatérales dans les différents secteurs intéressant les deux pays.

#### Relations avec l'Irak
L'Algérie est comme l'Irak membre de l'Organisation des pays exportateurs de pétrole, de la Ligue arabe, et de l'Organisation de la coopération islamique. En 1956, l'Irak, solidaire de l'Algérie en guerre d'indépendance contre la France (entre 1954 et 1962) rompt ses relations diplomatiques avec la France, puis les rétablit en janvier 1963 après les accords d'Évian officialisant l'indépendance de l'Algérie. L'Algérie et l'Irak combattent dans la même coalition arabe contre Israël lors de la guerre du Kippour en 1973, tout en étant alliées lors de la guerre des Six Jours en 1967, mais leur participation à ce conflit est minime en raison de sa brièveté.

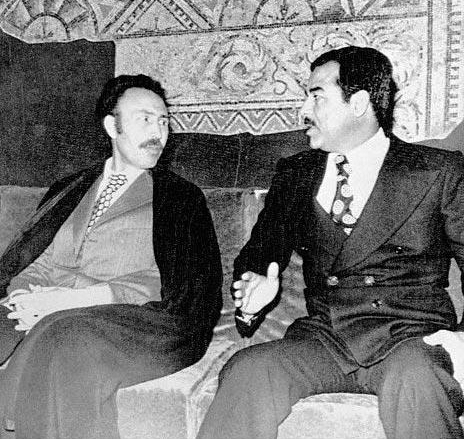
Les chefs d'État algérien et irakien Houari Boumédiène et Saddam Hussein à Alger en 1975.

Un an après la guerre du Kippour, en mars 1975, Saddam Hussein se rend à Alger pour y rencontrer le chah d'Iran Mohammad Reza Pahlavi en présence du Président algérien Houari Boumédiène, afin d'officialiser un accord sur le tracé de la frontière entre l'Irak et l'Iran. Mais Saddam Hussein décide de revenir sur ces accords en septembre 1980 lorsqu'il attaque l'Iran un an après le changement de régime. Le gouvernement algérien tente de nouveau de se positionner en médiateur, et envoie en 1982 une délégation de hauts fonctionnaires algériens, dont le Ministre algérien des Affaires étrangères Mohamed Seddik Benyahia à la rencontre du gouvernement iranien à Téhéran. Mais leur avion est abattu, probablement par erreur, par l'armée de l'air irakienne au-dessus de la frontière turco-iranienne, provoquant la mort de tous les passagers.
En 1990, pendant la guerre du Golfe, l'Algérie ne participe pas à la coalition militaire internationale (contrairement à son voisin le Maroc), alors que la posture de Saddam Hussein du « héros arabe défiant les États-Unis » trouve un écho favorable dans la population algérienne. En juillet 2001, alors que l'Irak est encore sous embargo, une délégation algérienne se rend à Bagdad, où des contrats d'une valeur totale de 67 millions de dollars sont signés, portant notamment sur des projets de coopération pharmaceutique, d'exploitation pétrolière et la livraison à l'Irak de véhicules lourds.
En septembre 2018, un match de football entre deux clubs algérien et irakien à Bologhine provoque une crise diplomatique entre les deux États, après que des supporters algériens aient scandé des slogans favorables à Saddam Hussein. En réaction, le porte-parole du ministère irakien des Affaires étrangères, Ahmed Mahjoub exprime « l'indignation du gouvernement et du peuple irakiens » et dénonce une « glorification de l'horrible visage du régime dictatorial meurtrier de Saddam Hussein ».

#### Relations avec Israël
Lorsque l'État d'Israël a été fondé en 1948, il y avait environ 130 000 juifs en Algérie, alors colonie française. En 1870, la France a proposé via le « décret Crémieux » aux juifs algériens d'accéder à la citoyenneté française, mais certains ont refusé.
L'Algérie et Israël n'ont pas de relations diplomatiques officielles, le gouvernement algérien ne reconnaissant pas l'État d'Israël, et interdisant aux ressortissants Israéliens toute entrée sur son territoire.
En décembre 2020, l'Algérie condamne la normalisation des relations entre Israël et le Maroc, celle-ci étant liée à une aide militaire apportée par Israël à l'armée marocaine pour contrôler le Sahara occidental, dont l’Algérie soutient l'indépendance.
En août 2024, dans le contexte de la reprise des affrontements entre le Hamas et Israël dont les bombardements font plus de 40 000 victimes à Gaza, le président algérien Abdelmadjid Tebboune déclare dans un meeting électoral à Constantine : « Si l’Égypte lui ouvrait les frontières, l’armée algérienne serait prête à entrer à Gaza », pour « construire en vingt jours trois hôpitaux » et promettait « d'envoyer des centaines de médecins et d'aider à reconstruire ce qui a été détruit par les sionistes ».

### Relations avec le reste de l'Asie

#### Relations avec la Chine
La Chine est un important investisseur en Algérie, principalement dans le secteur de l'énergie dans lequel le groupe pétrolier et chimique chinois Sinopec travaille en partenariat avec l'algérien Sonatrach. 
En mai 2023, des dirigeants de Sonatrach se rendent en Chine en mai pour discuter de la coopération énergétique et signer un contrat de livraison de gaz avec leurs partenaires chinois, alors que la Chine cherche à diversifier ses approvisionnements énergétiques. En juillet, le président algérien Abdelmadjid Tebboune se rend à Pékin pour une visite de cinq jours, lors de laquelle il rencontre son homologue chinois Xi Jinping. Il remercie ce dernier pour le soutien de la Chine à la candidature de l'Algérie pour rejoindre les BRICS, ainsi que l'Organisation de Coopération de Shanghai.

## Relations avec l'Europe

### Relations avec l'Union européenne
L'Algérie a avec l'Union européenne des relations commerciales fortes : 90% des exportations de gaz algérien partent vers l'Europe, un marché dont le potentiel s’accroît avec la guerre d'Ukraine à partir de 2022. En mars 2023, le chef de la diplomatie européenne Josep Borrell se rend à Alger où il déclare l'intention de l'Union européenne de développer son partenariat énergétique et sa coopération en matière de sécurité avec l'Algérie.